# Pasmo 6 m
Pasmo 6 m (50–52 MHz) – pasmo radiowe zaliczone do fal metrowych, przydzielone krótkofalowcom w większości krajów.

## Podział pasma 6 m w IRegionie IARU[1]
| Częstotliwość w MHz | Maksymalna szerokość pasma w Hz | Zalecane emisje i zastosowania         | Zalecane emisje i zastosowania |
| ------------------- | ------------------------------- | -------------------------------------- | --- |
| 50,000 – 50,100     | 500                             | Projekt Synchronizowanych Radiolatarni | 50,000 – 50,010 zarezerwowane |
| 50,000 – 50,100     | 500                             | Telegrafia                             | 50,050 centrum aktywności telegraficznej 50,090 centrum międzykontynentalnej aktywności telegraficznej |
| 50,100 – 50,200     | 2700                            | SSB i telegrafia                       | 50,100 – 50,130 sekcja międzykontynentalna, centrum aktywności 50,110 50,130 – 50,200 sekcja międzynarodowa, centrum aktywności 50,150 |
| 50,200 – 50,300     | 2700                            | SSB i telegrafia                       | ogólnego przeznaczenia 50,285 dla łączności krzyżowych (cross band) |
| 50,300 – 50,400     | 2700                            | emisje wąskopasmowe, MGM               | 50,305 centrum aktywności PSK 50,310 – 50,320 centrum aktywności EME 50,320 – 50,380 centrum aktywności MS |
| 50,400 – 50,500     | 1000                            | MGM i telegrafia                       | Wyłącznie radiolatarnie 50,401 MHz ± 500 Hz radiolatarnie WSPR |
| 50,500 – 52,000     | 12000                           | wszystkie emisje                       | 50,510 SSTV 50,520 – 50,540 Simpleks FM Internet Voice Gateways 50,550 częstotliwość obrazu 50,600 RTTY (FSK) 50,620 – 50,750 komunikacja cyfrowa 50,630 częstotliwość wywoławcza DV 51,210 – 51,390 FM/DV wejścia przemienników 51,410 – 51,590 FM/DV simpleks 51,510 częstotliwość wywoławcza FM 51,810 – 51,990 kanały wyjściowe przemienników FM |

W Polsce stacje amatorskie mogą używać w tym pasmie dowolnych emisji, z wyjątkiem F3E, z mocą nieprzekraczającą 100 W EIRP.